# Oscar Wilde
Oscar Fingal O’Flahertie Wills Wilde (ur. 16 października 1854 w Dublinie, zm. 30 listopada 1900 w Paryżu) – irlandzki poeta, prozaik, dramatopisarz i filolog klasyczny. Przedstawiciel modernistycznego estetyzmu.

## Życie i twórczość

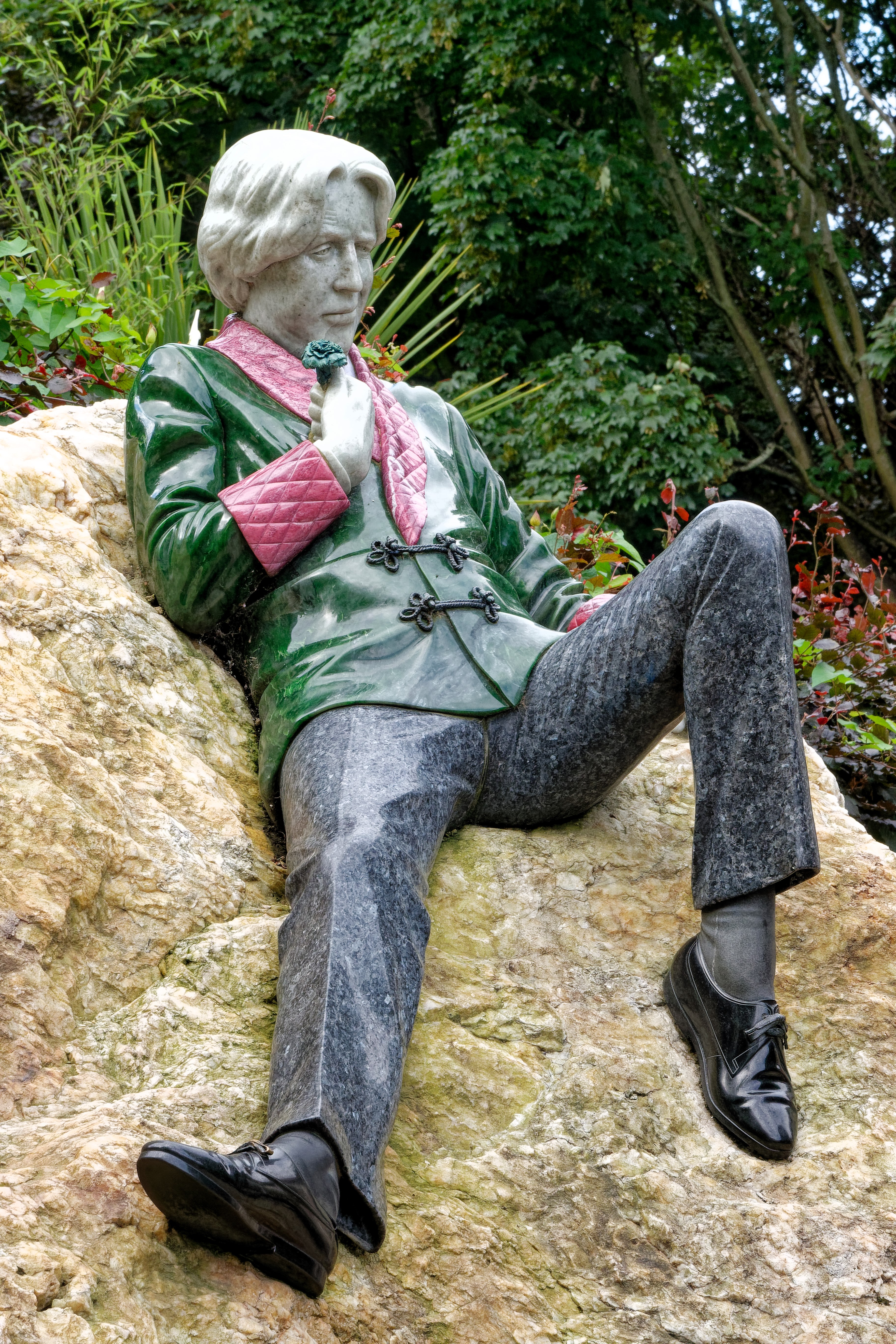
Pomnik Wilde’a w Dublinie

Był synem znanego chirurga, okulisty i laryngologa sir Williama Wilde’a i lady Jane Wilde, poetki która prowadziła jeden z najznamienitszych salonów literackich Dublina. Zajmowała się też tłumaczeniem literatury niemieckiej, była zaangażowana w ruch polityczny Młoda Irlandia; publikowała tam pod pseudonimem Speranza. Jego matka miała nadzieje na urodzenie córki, dlatego też w młodszych latach był ubierany w dziewczęce ubranka i zwracano się do niego żeńskim zaimkiem osobowym.
Młody Oscar Wilde odbierał edukację najpierw w Portora Royal School w Enniskillen (1864–1871), a następnie w Trinity College w Dublinie (1871–1874). Już tam zyskał opinię wybitnie zdolnego, którą potwierdził, studiując w latach 1874–1878 w Magdalen College w Oksfordzie. We wszystkich szkołach wyróżniał się, zdobywał nagrody i stypendia. W Oksfordzie w roku 1878 zdobył pierwszy laur poetycki za wiersz „Ravenna”. Na uniwersytecie znany był szczególnie ze swego błyskotliwego humoru i daru wymowy, a także wyróżniał się ekstrawagancją. Demonstrował swoją zniewieściałość, nosił długie włosy, drwił z „męskich” zawodów sportowych, a swoje pokoje przystrajał pawimi piórami, kwiatami, porcelaną i innymi bibelotami. W tym okresie stał się przedstawicielem estetyzmu (ang. Aestheticism), który głosił hasło „sztuka dla sztuki”.
Postawa i poglądy Wilde’a z jednej strony były wyszydzane, np. w operetce Giberta i Sullivana Patience (1881), lecz z drugiej – podziwiane i modne, a on stał się z czasem bywalcem salonów i arbitrem w sprawach sztuki.
W roku 1882 pojechał z cyklem wykładów do Stanów Zjednoczonych. W 1884 r. ożenił się z Constance Lloyd i miał z nią dwoje dzieci, synów Cyrila (1885) i Vyvyana (1886), którzy obaj przyjęli później nazwisko Holland. Wilde w latach 1887–1889 pracował jako dziennikarz w Pall Mall Gazette, potem był wydawcą Woman’s World.
W tym okresie napisał Szczęśliwego księcia i inne opowiadania (The Happy Prince and Other Tales, 1888) oraz powieść Portret Doriana Graya (The Picture of Dorian Gray, 1890). Później, z dużą regularnością, prawie co rok, publikował odznaczające się błyskotliwym humorem satyryczne komedie. Dopiero te dzieła przyniosły mu większe uznanie u czytelników.
Wachlarz lady Windermere (Lady Windermere’s Fan, 1892), wystawiony w St James’s Theatre w 1892 r., Kobieta bez znaczenia (Woman of No Importance, 1894), Mąż idealny (An Ideal Husband, 1895), Bądźmy poważni na serio (The Importance of Being Earnest, 1895) należą do jego mistrzowskich dzieł.

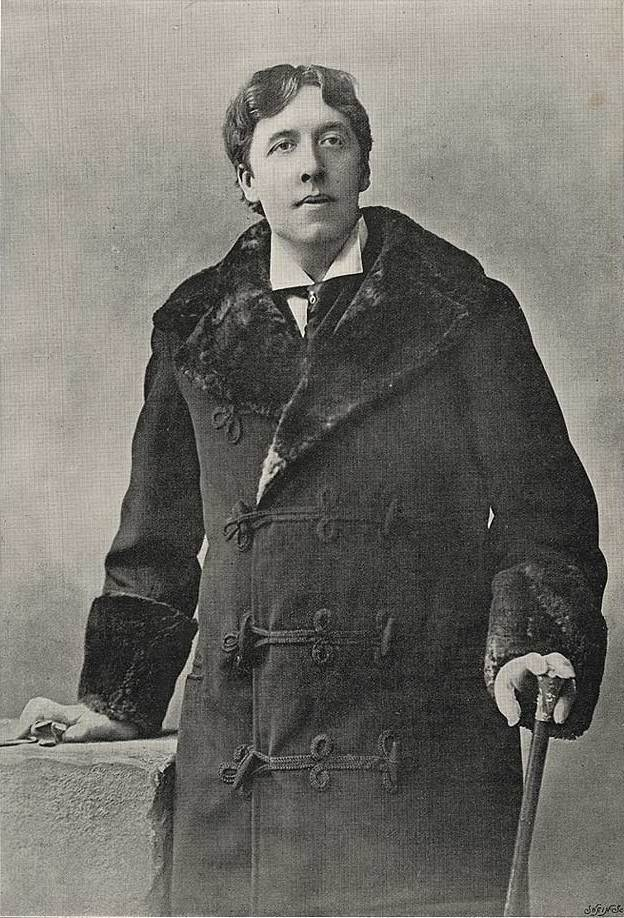
Oscar Wilde (1892)

W 1893 r. wydawca, ze względów obyczajowo-religijnych, nie zgodził się na wystawienie sztuki Wilde’a Salome, premiera sceniczna odbyła się w Paryżu, gdzie dokonała tego Sarah Bernhardt. Treść sztuki stała się osnową wczesnej opery Richarda Straussa o tym samym tytule (1905).
Oscar Wilde był osobą biseksualną. Jak sam mówił, kultywował pederastię na wzór starożytnych Greków. Miał kilku kochanków, m.in. Roberta Rossa, który był również jego oddanym przyjacielem. Innym z kochanków Wilde’a był lord Alfred Douglas, którego nazywał „Bosie”. Jego ojciec, markiz Queensberry, John Sholto Douglas, publicznie znieważył Wilde’a, zostawiając w klubie notkę, w której napisał z błędem ortograficznym „Mr. Wilde posing as a Somdomite”.

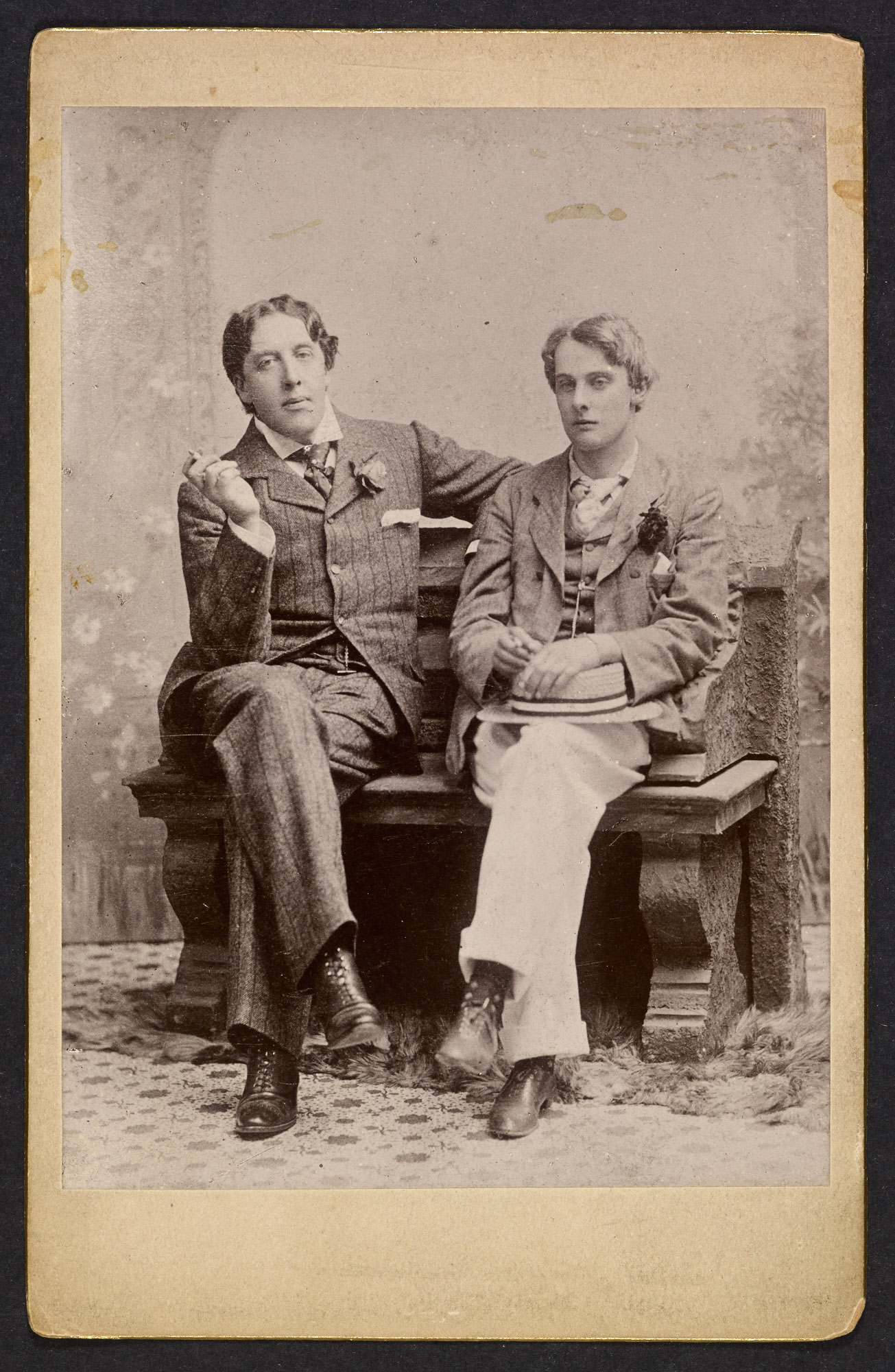
Alfred Douglas (z prawej) i Oscar Wilde

W związku z tym Wilde oskarżył markiza o zniesławienie. Niektórzy uważali, że to jego kochanek podjudzał go do złożenia pozwu przeciw ojcu. W sądzie Wilde przegrał sprawę.

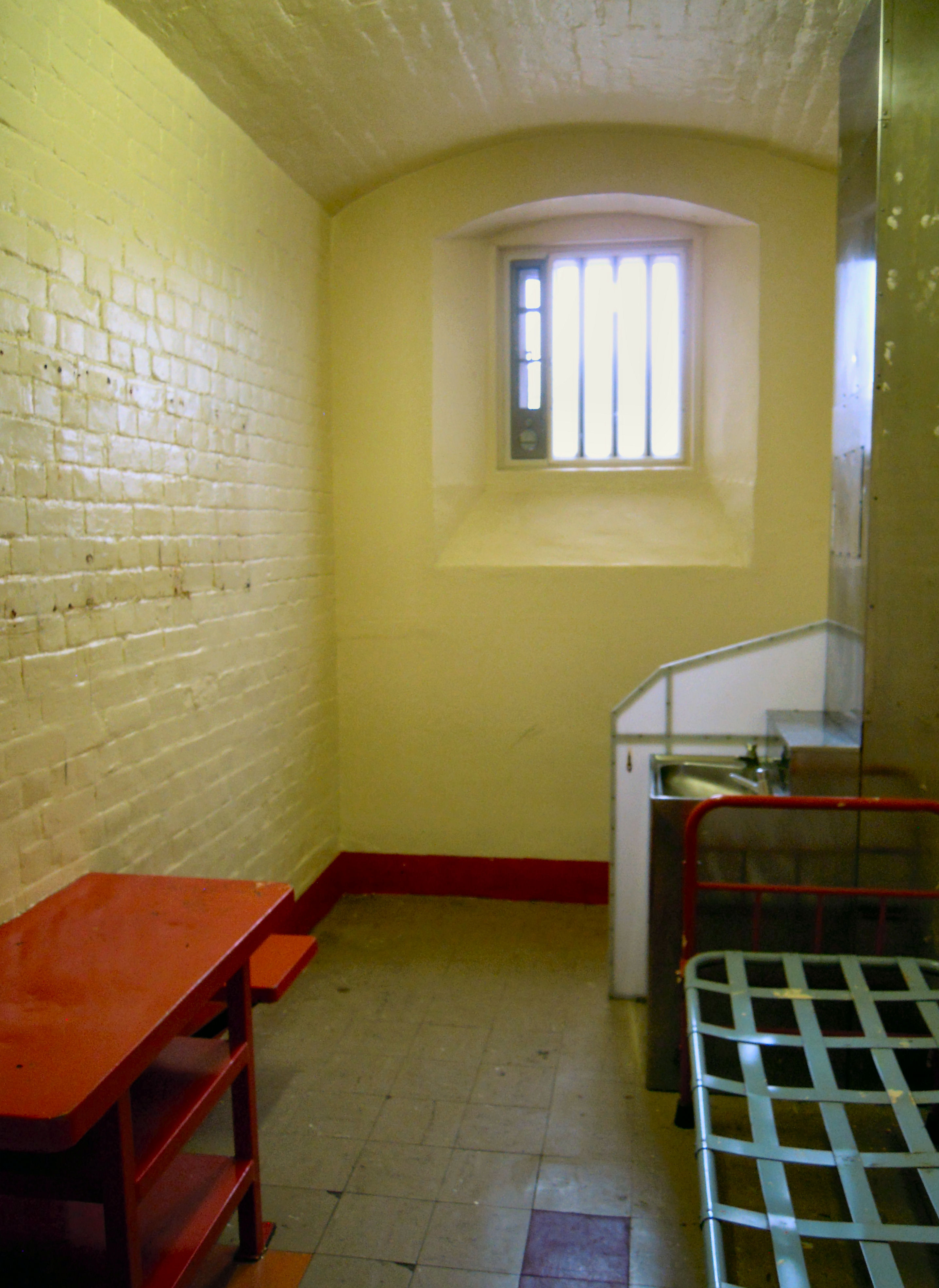
Cela Wilde’a w więzieniu w Reading (2016)

6 kwietnia 1895 Wilde został aresztowany i oskarżony o kontakty homoseksualne (w tamtych czasach karalne w Wielkiej Brytanii). Sąd skazał go na 2 lata ciężkich robót, karę odbywał w więzieniu w Reading pod Londynem. Jego żona zmieniła nazwisko na Constance Holland, zabrała dzieci i wyjechała z kraju.
Podczas pobytu w więzieniu (1895–1897) napisał De Profundis, zawierający 30 tys. słów autobiograficzny list-monolog, który był zaadresowany do Alfreda Douglasa. Został on opublikowany dopiero po śmierci Wilde’a, w 1905 (w wersji ocenzurowanej), a w 1949 w całości.
W więzieniu Wilde podupadł na zdrowiu, a jego stan finansowy po wyjściu na wolność był godny pożałowania. Pod przybranym nazwiskiem Sebastian Melmoth wyjechał na kontynent i tam spędził ostatnie lata życia. W tym okresie opublikował słynny poemat Ballada o więzieniu w Reading (1898). Zmarł w podrzędnym paryskim hoteliku „Hotel d’Alsace” z powodu zapalenia opon mózgowych. Miał 46 lat. Został pochowany na cimetière de Bagneu, w 1909 szczątki przeniesiono na cmentarz Père-Lachaise i złożono w grobowcu zaprojektowanym przez Jacoba Epsteina. W 1950 w grobowcu złożono prochy Roberta Baldwina Rossa (Robbiego Rossa).

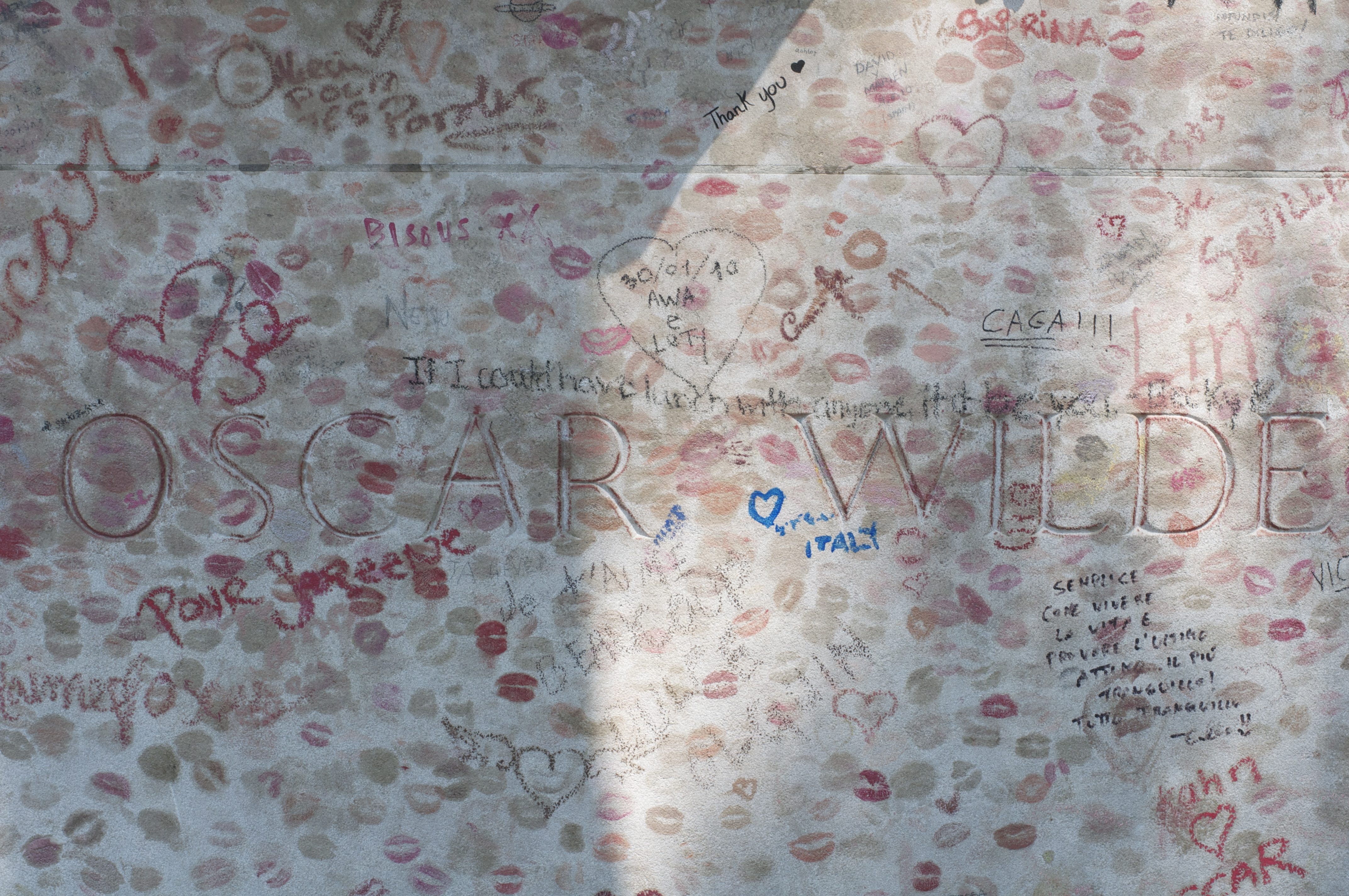
Pocałunki na grobie Wilde’a (2010)

Utwory Oscara Wilde’a na język polski tłumaczyli m.in. Ewa Berberyusz, Antoni Libera, Maria Feldmanowa, Jan Kasprowicz, Andrzej Tretiak, Janina Pudełek, Jadwiga Korniłowiczowa, Włodzimierz Lewik, Cecylia Wojewoda i Bolesław Józef Korzeniowski.
Życie Oscara Wilde’a stało się podstawą do nakręcenia filmów fabularnych: Proces Oscara Wilde’a (1960) z Peterem Finchem w roli głównej, Wilde. Historia pisarza (1997) ze Stephenem Fryem, Szczęśliwy książę (2018) z Rupertem Everettem.

## Wybrane utwory Oscara Wilde’a
- Sonnet on Hearing the Dies Irae Sung in the Sistine Chapel, 1877
- Szczęśliwy książę i inne opowieści (The Happy Prince and Other Tales, 1888)
- Portret Doriana Graya (The Picture of Dorian Gray, 1890)
- Dom w granatowym gaju (A House of Pomegranates, 1891)
- Dusza człowieka w socjalizmie (The Soul of Man under Socialism, 1891)
- Zbrodnia lorda Artura Savile’a i inne opowiadania (Lord Arthur Savile’s Crime and Other Stories, 1891)
- Salome (Salomé. A Tragedy in One Act,1891)
- Wachlarz lady Windermere (Lady Windermere’s Fan, 1892)
- Kobieta bez znaczenia (A Woman of No Importance, 1893)
- Mąż idealny (An Ideal Husband, 1895)
- Bądźmy poważni na serio (The Importance of Being Earnest, 1895)
- Ballada o więzieniu w Reading (The Ballad of Reading Gaol, 1898)
- De Profundis (1905)
- Charmides and Other Poems, 1913

## Książki biograficzne o Oscarze Wilde
- Jan Parandowski, Alchemia życia, 1930 (tytuł późniejszego wydania Król życia).
- H. Pearson, Oscar Wilde, Warszawa 1963.
- Richard Ellman, Oscar Wilde, London 1987, Hamish Hamilton, ISBN 0-241-12392-5.
- Trevor Fisher, Oskar Wilde i Bosie: fatalna namiętność, Warszawa 2004, „Twój STYL”, ISBN 83-7163-347-5.
- Frank Harris, Oscar Wilde – His Life And Confessions, 2002, IndyPublishers, ISBN 1-4043-2346-5.
- Anna Bojarska, Biedny Oscar – czyli dwa razy o miłości, 1992, BGW.
- Neil McKenna, The Secret Life of Oscar Wilde, London: Arrow Books, 2004, ISBN 0-09-941545-3.